# مرغ (غلبايغان)
مرغ (بالإنجليزية: Margh, Golpayegan)‏ هي قرية تقع في قسم كناررودخانه الريفي في إيران. يقدر عدد سكانها بـ 51 نسمة .